# Ben Askren
Ben Askren (ur. 18 lipca 1984 w Hartland) – amerykański zapaśnik w stylu wolnym oraz zawodnik mieszanych sztuk walki (MMA).  
W młodości zawodnik University of Missouri.
Jego brat Max, był również zapaśnikiem. Olimpijczyk z Pekinu 2008, gdzie zajął siódme miejsce w wadze 74 kg. Złoty medal na mistrzostwach panamerykańskich w 2005. Mistrz świata w NoGi-Grapplingu w 2009 roku.  

## Kariera MMA
Po igrzyskach olimpijskich w Pekinie przeszedł na zawodowe MMA. W 2010 roku wygrał turniej Bellator MMA i został mistrzem tejże organizacji broniąc w latach 2011-2013 czterokrotnie pasa po czym w 2013 rozwiązał kontrakt. Od 2014 do 2017 mistrz ONE Championship w wadze półśredniej. Od 2017 do 2019 zawodnik UFC.

## Osiągnięcia

### Mieszane sztuki walki
- Bellator MMA
  - 2010: Bellator Season 2 Welterweight Tournament – 1. miejsce w turnieju wagi półśredniej
  - 2010-2013: mistrz Bellator FC w wadze półśredniej
- One Championship
  - 2014-2017: mistrz ONE Championship w wadze półśredniej

- Ultimate Fighting Championship
  - Bonus za walkę wieczoru (raz) vs. Demian Maia (2019)[6]

### Zapasy
- 2005: Mistrzostwa Panamerykańskie w Zapasach – 2. miejsce w kat. 84 kg st.wolny
- Piąty w drużynie w Pucharze Świata w 2008.
- National Collegiate Athletic Association:
  - 2004, 2005, 2006, 2007: NCAA Division I All-American
  - 2004, 2005: NCAA Division I – 2. miejsce
  - 2004, 2006, 2007: Big 12 Conference – 1. miejsce
  - 2005: Big 12 Conference – 2. miejsce
  - 2006, 2007: NCAA Division I – 1. miejsce, Outstanding Wrestler w 2006 roku.

### Grappling
- 2009: FILA World Team Trials Senior No-Gi – 1. miejsce
- 2009: Mistrzostwa Świata w Grapplingu FILA – 1. miejsce w kat. 84 kg

## Lista walk w MMA
| Wynik     | Bilans   | Przeciwnik (bilans przed walką) | Rozstrzygnięcie                      | Runda | Czas | Rozgrywki                                 | Data       | Miejsce       | Uwagi |
| --------- | -------- | ------------------------------- | ------------------------------------ | ----- | ---- | ----------------------------------------- | ---------- | ------------- | --- |
| Przegrana | 19-2 (1) | Demian Maia (27-9)              | Poddanie (duszenie zza pleców)       | 3     | 3:54 | UFC Fight Night: Maia vs. Askren          | 26.10.2019 | Kallang       | Bonus za walkę wieczoru. Main Event                                                                           |
| Przegrana | 19-1 (1) | Jorge Masvidal (33-13)          | KO (latające kolano)                 | 1     | 0:05 | UFC 239                                   | 06.07.2019 | Las Vegas     | Najszybszy nokaut w historii UFC.                                                                             |
| Wygrana   | 19-0 (1) | Robbie Lawler (28-12)           | Poddanie (duszenie bulldog)          | 1     | 3:20 | UFC 235                                   | 02.03.2019 | Las Vegas     | Debiut w UFC, Powrót do wagi półśredniej                                                                      |
| Wygrana   | 18-0 (1) | Shinya Aoki (39-7)              | TKO (ciosy pięściami)                | 1     | 0:57 | ONE Championship: Immortal Pursuit        | 24.11.2017 | Kallang       | Obronił pas mistrzowski ONE Championship w wadze półśredniej, Main Event, Zwakował tytuł mistrzowski po walce |
| Wygrana   | 17-0 (1) | Zebaztian Kadestam (9-3)        | TKO (ciosy pięściami)                | 2     | 4:09 | ONE Championship: Shanghai                | 02.09.2017 | Szanghaj      | Obronił pas mistrzowski ONE Championship w wadze półśredniej, Main Event                                      |
| Wygrana   | 16-0 (1) | Agilan Thangalapani (6-0)       | Poddanie (duszenie trójkątne rękoma) | 1     | 2:20 | ONE Championship: Dynasty of Heroes       | 26.05.2017 | Kallang       | Obronił pas mistrzowski ONE Championship w wadze półśredniej, Co-Main Event                                   |
| Wygrana   | 15-0 (1) | Nikołaj Aleksachin (19-3)       | Decyzja (jednogłośna)                | 5     | 5:00 | ONE Championship: Global Warriors         | 15.04.2016 | Pasay         | Aleksachin nie wypełnił limitu wagowego, więc walka nie miała statusu mistrzowskiego, Main Event              |
| Nieodbyta | 14-0 (1) | Luis Santos (61-9-1)            | No contest (przypadkowy palec w oko) | 1     | 2:19 | ONE Championship: Valor of Champions      | 24.04.2015 | Pasay         | Zachował pas mistrzowski ONE Championship w wadze półśredniej, Main Event                                     |
| Wygrana   | 14-0     | Nobutatsu Suzuki (11-1-2)       | TKO (ciosy pięściami)                | 1     | 1:24 | ONE FC: Reign of Champions                | 29.08.2014 | Dubaj         | Zdobył pas mistrzowski ONE Championship w wadze półśredniej, Co-Main Event                                    |
| Wygrana   | 13-0     | Bachtijar Abbasow (12-2)        | Poddanie (duszenie trójkątne rękoma) | 1     | 4:21 | ONE FC: Honor and Glory                   | 30.05.2014 | Kallang       | Debiut w ONE Championship, Main Event                                                                         |
| Wygrana   | 12-0     | Andriej Korieszkow (13-0)       | TKO (ciosy pięściami)                | 4     | 2:58 | Bellator 97                               | 31.07.2013 | Rio Rancho    | Obronił pas mistrzowski Bellator MMA w wadze półśredniej, Co-Main Event                                       |
| Wygrana   | 11-0     | Karl Amoussou (16-4-2)          | TKO (przerwanie przez lekarza)       | 3     | 5:00 | Bellator 86                               | 24.01.2013 | Thackerville  | Obronił pas mistrzowski Bellator MMA w wadze półśredniej, Main Event                                          |
| Wygrana   | 10-0     | Douglas Lima (21-4)             | Decyzja (jednogłośna)                | 5     | 5:00 | Bellator 64                               | 06.04.2012 | Windsor       | Obronił pas mistrzowski Bellator MMA w wadze półśredniej, Main Event                                          |
| Wygrana   | 9-0      | Jay Hieron (22-4)               | Decyzja (niejednogłośna)             | 5     | 5:00 | Bellator 56                               | 29.10.2011 | Kansas City   | Obronił pas mistrzowski Bellator MMA w wadze półśredniej, Main Event                                          |
| Wygrana   | 8-0      | Nick Thompson (38-13-1)         | Decyzja (jednogłośna)                | 3     | 5:00 | Bellator 40                               | 09.04.2011 | Newkirk       | Main Event |
| Wygrana   | 7-0      | Lyman Good (10-0)               | Decyzja (jednogłośna)                | 5     | 5:00 | Bellator 33                               | 21.10.2010 | Filadelfia    | Zdobył pas mistrzowski Bellator MMA w wadze półśredniej, Co-Main Event                                        |
| Wygrana   | 6-0      | Dan Hornbuckle (21-2)           | Decyzja (jednogłośna)                | 3     | 5:00 | Bellator 22                               | 17.06.2010 | Kansas City   | Finał turnieju wagi półśredniej Bellator FC (sezon drugi), Main Event                                         |
| Wygrana   | 5-0      | Ryan Thomas (11-4)              | Decyzja (jednogłośna)                | 3     | 5:00 | Bellator 19                               | 20.05.2010 | Grand Prairie | Półfinał turnieju wagi półśredniej Bellator FC (sezon drugi)                                                  |
| Wygrana   | 4-0      | Ryan Thomas (10-3)              | Poddanie (peruwiański krawat)        | 1     | 2:40 | Bellator 14                               | 15.04.2010 | Chicago       | Debiut w Bellator FC, Ćwierćfinał turnieju wagi półśredniej Bellator FC (sezon drugi), Co-Main Event          |
| Wygrana   | 3-0      | Matt Delanoit (14-6)            | Poddanie (duszenie północ-południe)  | 1     | 1:15 | Max Fights DM: Ballroom Brawl             | 28.08.2009 | Des Moines    | |
| Wygrana   | 2-0      | Mitchell Harris (1-3)           | Poddanie (duszenie trójkątne rękoma) | 1     | 1:27 | Headhunter Productions: The Patriot Act 2 | 25.04.2009 | Columbia      | Limit umowny do 79,4 kg                                                                                       |
| Wygrana   | 1-0      | Josh Flowers (0-2)              | TKO (ciosy pięściami)                | 1     | 1:25 | Headhunter Productions: The Patriot Act   | 07.02.2009 | Columbia      | Debiut w MMA                                                                                                  |

## Lista walk w boksie
| Wynik     | Bilans | Przeciwnik (bilans przed walką) | Rozstrzygnięcie | Runda, czas | Data       | Miejsce                        | Uwagi                       |
| --------- | ------ | ------------------------------- | --------------- | ----------- | ---------- | ------------------------------ | --------------------------- |
| Przegrana | 0-1    | Jake Paul (2-0)                 | TKO             | 1/8, 1:10   | 17.04.2021 | Atlanta, Stadion Mercedes-Benz | Debiut w boksie, Main Event |

## Życie prywatne
Jest zawodnikiem dyscypliny sportu, jaką jest disc golf. W 2009 roku zajął dziewiąte miejsce w Mistrzostwach Świata Amatorów w tym sporcie. Zajmuje się również inwestowaniem w kryptowaluty.
W 2010 roku poślubił swoją żonę Amy, z którą ma troje dzieci.
Jest ateistą.

### Hospitalizacja w 2025
7 czerwca 2025 roku żona Askrena ogłosiła w mediach społecznościowych, że Ben trafił do szpitala z powodu ciężkiego zapalenia płuc, które rozwinęło się w wyniku zakażenia gronkowcem i że jest w stanie krytycznym. Informacja o chorobie Askrena wywołała wiele wiadomości wsparcia i życzeń dla niego i jego rodziny od UFC, które wyemitowało film z najważniejszymi momentami kariery zawodnika, a także od wielu członków społeczności MMA. 30 czerwca 2025 roku w szpitalu, w stanie Wisconsin przeszedł przeszczep obu płuc. W późnieszym czasie Askren opublikował w mediach społecznościowych film, w którym omawiał swój stan zdrowia. Stwierdził, że nie pamięta nic z okresu od 28 maja do 2 lipca i schudł ponad 22 kg w trakcie choroby.